# Poa affinis
Poa affinis es una especie botánica de pastos de la subfamilia Pooideae. Se encuentra cerca de Sídney y las Blue Mountains en Australia. Una planta moderadamente común que se encuentra cada vez más en los suelos de piedra arenisca.

## Descripción
Es una hierba densa o algo ligeramente cespitosa perennifolia que alcanza un tamaño de hasta 1,2 m de altura, rara vez rizomatosa, con frecuencia de ramificación en los nodos. Las hojas con vaina de quilla y comprimidas hacia arriba, que se aflojan, glabras, lisas; lígula membranosa, de 0.5-2 mm de largo, truncada, de punta plana, de 1-5 mm de ancho, no rígidas, glabras, scabridas a casi lisas. La inflorescencia en panícula de 19 cm de largo. Espiguillas de 5 mm de largo, 2-7-flores. Glumas agudas, 1.5-3 mm de largo, más bajo 1-3-nervados, superior 3-nervada. Lemas de 2.7-3.6 mm de largo, 5-nervadas, sin apretar muy pubescentes en la parte posterior hasta la mitad, con los pelos un poco más largos en la quilla, los nervios laterales y los márgenes. Pálea minuciosamente escabrosas en las quillas anteriores.

## Taxonomía
Poa affinis fue descrita por Robert Brown y publicado en Prodromus Florae Novae Hollandiae 179. 1810.
Etimología
Poa: nombre genérico derivado del griego poa = (hierba, sobre todo como forraje).
El epíteto específico affinis significa "similar a los demás".
Sinonimia
- Poa caespitosa var. affinis (R.Br.) Benth.	[5]